# Gustaf Åkerhielm
Johan Gustaf Nils Samuel Åkerhielm (født 24. juni 1833 i Stockholm, død 2. april 1900 sammesteds) var en svensk friherre og politiker, der var Sveriges statsminister fra 1889 til 1891. Han var også medlem af Riksdagen fra 1859 til 1866, finansminister fra 1874 til 1875 og udenrigsminister i 1889.
Han var søn af Gustaf Fredrik Åkerhielm.

## Biografi
Efter endte Uppsalastudier blev han ansat i Indenrigsministeriet. 1856—63 var han i diplomatiets tjeneste i Paris, Sankt Petersborg, Wien og de sidste 3 år i København. Som adelig deltog han i et par rigsdage, deraf den sidste stænderrigsdag, hvor han hørte til repræsentationsreformens tilhængere. 1870—75 sad han i Andet Kammer, 1873 og 74 som tingets næstformand. Han gjorde sig i de år særlig fortjent af den skandinaviske møntkonventions tilblivelse 1873. September 1874 indtrådte han som finansminister i det Carlesonske ministerium, men afgik allerede i maj 1875 på grund af uenighed om et værnepligtsforslag. Åkerhielm blev nu et virksomt medlem af Første Kammer. Sommeren 1889 blev han udenrigsminister i det protektionistiske ministerium Bildt og i oktober samme år statsminister. Hans ministerium var særdeles virkedygtigt: forsvaret og mellemrigsloven reformeredes, hypoteksvæsenet ligeså, og det vigtige arbejde på den nordlige stambane fremskyndedes, ligesom kolonisationen i det folketomme Norrland fremmedes. Nogle løsrevne ord ("tala svenska med norrmännen") fra et privat møde om værnepligten i landstinget, maj 1891, blev af modstanderne udlagte som trusel mod Norge og medførte til sidst, at Åkerhielm måtte gå af 10. juli 1891, efterfulgt af Boström som førsteminister. I 1893 indvalgtes Åkerhielm i Andet Kammer, men overgik i 1895 til Første Kammer og havde sæde her til sin død. I 1876 var Åkerhielm bleven øverstekammerjunker og 1888 Serafimerridder. Han nød altid stor anseelse i alle partier, og hans interesser spændte over de forskelligste for landets udvikling vigtige områder. Redelig og selvstændig og praktisk, som han var, samt statelig i sin fremtræden, lagde hans ord altid et tungt lod i vægtskålen.